# Oz (Programmiersprache)
Oz ist eine multiparadigmatische Programmiersprache, die mitunter deklarative, objektorientierte, parallele Programmierung sowie Constraintprogrammierung vereint.

## Mozart
Mozart (englisch The Mozart Programming System) ist die wohl einzige Implementierung von Oz, deren Entwicklung Anfang der 1990er Jahre vom Professor für Informatik Gert Smolka und seiner Forschungsgruppe an der Universität des Saarlandes als DFKI Oz begonnen wurde. 1999 übernahm das aus der Universität des Saarlandes, des Swedish Institute of Computer Science (SICS) und der belgischen Katholischen Universität Löwen bestehende Mozart Consortium das Projekt. Seit 2005 ist das aus diversen internationalen Forschungseinrichtungen bestehende Mozart Board für das Projekt verantwortlich.

### Plattform
Mozart ist auf unterschiedlichen Plattformen lauffähig, darunter GNU/Linux, Mac OS X und Microsoft Windows (bis Vista). Einige Linux-Distributionen stellen Mozart sogar direkt in ihren offiziellen Paketquellen bereit, wie bspw. Debian, Ubuntu und Gentoo.

### Lizenz
Mozart ist freie Software. Es steht, wie die Free Software Foundation bestätigt, unter der der X11-Lizenz ähnelnden Mozart License.

### Mozart Global User Library
Die Mozart Global User Library (MOGUL) ist ein Repository von Mozart-Paketen, die von der Gemeinschaft hochgeladen werden können. Jedoch sind teils wichtige Pakete wie Strasheela, ein constrain-basiertes Musikkomponiersystem, nicht in dem Archiv zu finden.

### Oz Programming Interface
Um die Entwicklung zu erleichtern, wurde das Oz Programming Interface (OPI) geschaffen, das die Interaktion mit dem Mozart-Entwicklungssystem erleichtern soll. Es besteht im Wesentlichen aus dem einen mode für GNU Emacs und XEmacs, der den Mozart-Compiler sowie die Mozart-Engine in den Editor integriert, was es ermöglicht den Quelltext (oder Teile daraus) schnell und einfach zu kompilieren und auf Fehlersuche zu gehen.